# Ercheia enganica
Ercheia enganica är en fjärilsart som beskrevs av Swinhoe 1918. Ercheia enganica ingår i släktet Ercheia och familjen nattflyn. Inga underarter finns listade i Catalogue of Life.